# Novohrîhorivka, Vasîlkivka
Novohrîhorivka (în ucraineană Новогригорівка) este un sat în comuna Pavlivka din raionul Vasîlkivka, regiunea Dnipropetrovsk, Ucraina.

## Demografie
Componența lingvistică a localității Novohrîhorivka
     Ucraineană (98,05%)
     Rusă (1,6%)
     Alte limbi (0,35%)
Conform recensământului din 2001, majoritatea populației localității Novohrîhorivka era vorbitoare de ucraineană (98,05%), existând în minoritate și vorbitori de rusă (1,6%).